# Kastell Gunzenhausen

Lage und Grundriss zur Zeit der RLK (1897)

Das Kastell Gunzenhausen war ein römisches Militärlager, das nahe am Obergermanisch-Rätischen Limes, einem UNESCO-Weltkulturerbe, errichtet wurde und heute vollständig überbaut im Stadtzentrum von Gunzenhausen im Landkreis Weißenburg-Gunzenhausen in Bayern liegt.

## Lage
Das Kastell Gunzenhausen wurde nahe dem nördlichsten Punkt am rätischen Limes errichtet, der sich vom Kastell Aalen (Alae) bis zum Kastell Eining (Abusina) an der Donau in einem ausladenden Bogen nach Norden rundet. Rund 300 Meter nördlich des Lagers läuft die römische Grenzanlage auch über die Altmühl. Die römischen Geometer und Planer hatten den Platz auf dem überschwemmungsfreien Ostufer sehr gut gewählt, da sich das nördlich der Reichsgrenze gelegene, bis zu zehn Kilometer breite und vielfach überschwemmte Talbecken des Flusses an diesem Ort auf rund 500 Meter verengt. Daher hatten die Menschen schon in vorrömischer Zeit an dieser Stelle durch Furten den Fluss überquert und die Verkehrswege hier gebündelt. Östlich des Lagers steigt der römische Grenzwall über den Kamm des „Vorderen Schloßbuck“, des 485 m hohen beherrschenden Bergrückens in dieser Region, auf dessen höchstem Punkt 1901 ein Bismarckdenkmal errichtet wurde, für das auch Steine aus der Rätischen Mauer verwendet worden sind.

## Forschungsgeschichte
Wie an vielen Kastellplätzen beobachtet werden kann, erbauten die nachrömischen Bewohner im Kastellareal eine Kirche. In Gunzenhausen entstand das 823 erstmals erwähnte Benediktinerkloster von Gunzinhusir, die Keimzelle der heutigen Stadt. Die evangelische Pfarrkirche überdeckt fast den gesamten Südteil der Fortifikation. Noch im Mittelalter war der Gunzenhäuser Flussübergang ein wichtiger Punkt entlang der damaligen Fernverbindungen.
Ab 1897 forschte Heinrich Eidam (1849–1934), zuständiger Streckenkommissar der Reichs-Limeskommission (RLK), unter aufgrund der Überbauung schwierigsten Bedingungen an diesem Platz. Mit wenigen gelungenen Sondierungen und Grabungsschnitten konnte er offensichtlich die Wehrmauer und Teile der Principia, des Stabsgebäudes in der Mitte des Kastells, erfassen.

## Baugeschichte

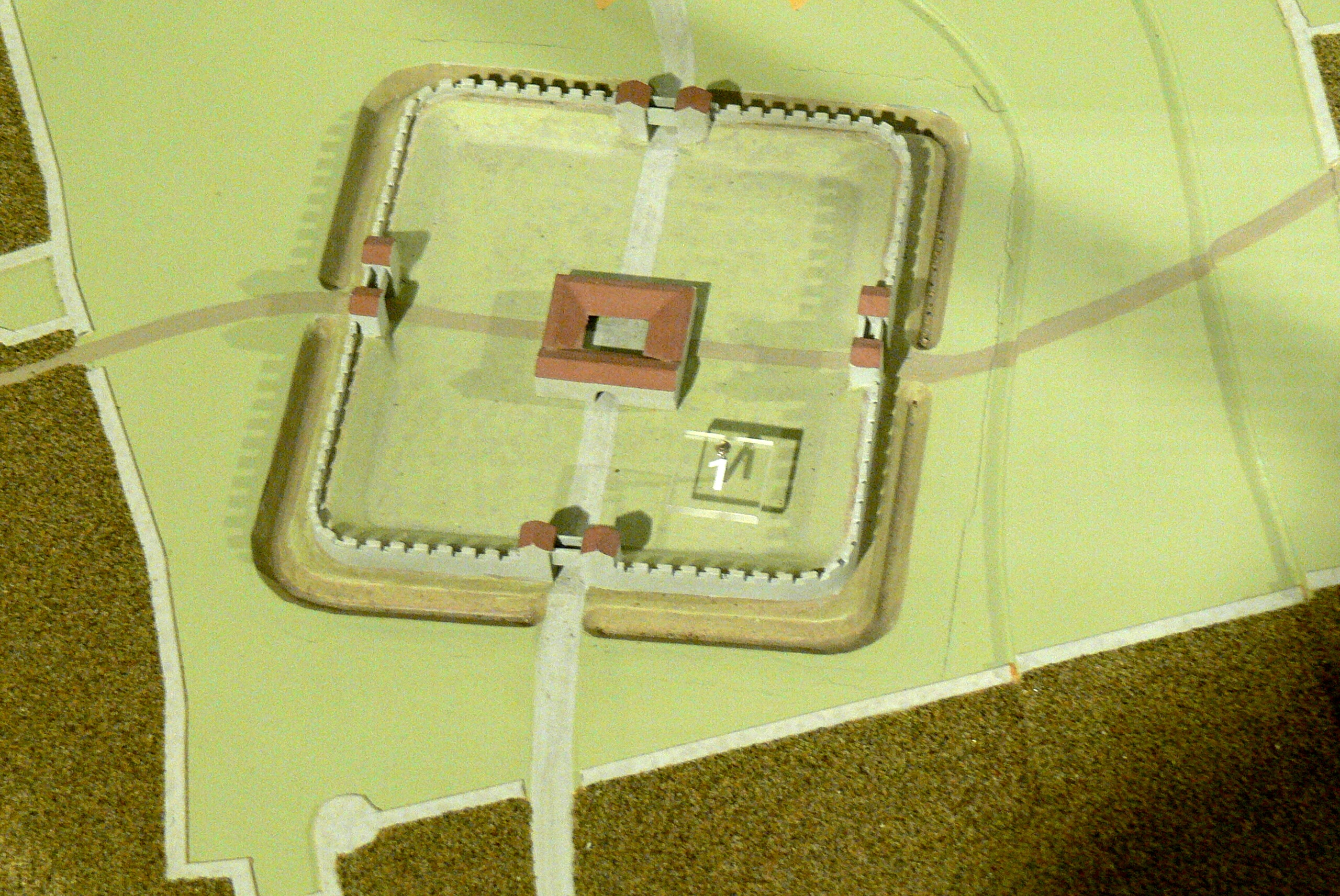
Vereinfachter Rekonstruktionsversuch des Kastells, der sich auf die antike Steinbebauung beschränkt

Die Forschung geht davon aus, dass das Numeruskastell Gunzenhausen im Zuge der Verstärkung der Grenzanlagen, zu der eine Eichenholzpalisade zählte, errichtet wurde. Dendrochronologische Untersuchungen unter anderem von der rätischen Provinzgrenze nahe dem Kleinkastell Kleindeinbach (Winter 163/164) sowie westlich des Limestors Dalkingen bei Schwabsberg (Spätjahr 165, möglicherweise Frühjahr 166) haben die Entstehungszeit dieser Palisade auf die Zeit um 165 n. Chr. festschreiben können.
Das rund 86 × 80 Meter (= 0,7 Hektar) große, fast genau in Nord-Süd-Richtung liegende Kastell ist nicht ganz rechtwinklig ausgerichtet. Auch die Principia scheinen etwas verzogen zu sein, was auf Messfehler mit der Groma zurückgeführt werden könnte. Sollten die nur bruchstückhaften Erkenntnisse zum Lager Gunzenhausen stimmen, war die Anlage mit ihrer Prätorialfront, der zum Feind gewandten Seite, nach Norden, zu den Grenzanlagen gerichtet. Vor der Wehrmauer wurde bisher ein Spitzgraben erkannt. Der Ausgräber Eidam bestimmte ein Tor im Osten und eines im Süden. Somit hätte die Anlage vier Tore besessen, was die Archäologen Günter Ulbert (1930–2021) und Thomas Fischer nicht für sicher hielten.
Ein 1953 rund 420 Meter östlich des Kastells gehobener, 339 Silbermünzen umfassender Münzhort, der mit einem Germaneneinfall 241 oder 242 n. Chr. in den Boden kam, könnte darauf hindeuten, dass die Fortifikation nach dem ersten Alamannensturm 233 noch stand oder repariert worden war. Eine starke Brandschicht im Lagerbereich legt zumindest ein gewalttätiges Ende nahe. Im Kastell Kösching konnte ebenfalls ein Münzschatz von 240 Denaren rund 125 Meter östlich der Kastellmauer gehoben werden, der eine im Jahr 241 geprägte Schlussmünze enthält. Nachdem damit alle Münzreihen auch aus dem Köschinger Vicus abbrechen, geht man davon aus, dass sowohl das Kastell als auch die Siedlung in dieser Zeit unter ungeklärten Umständen aufgegeben oder zerstört worden sind. Die Köschinger Schlussmünze deckt sich genau mit einem Münzfund aus Gunzenhausen, was eine Gleichzeitigkeit der Ereignisse deutlich machen könnte.
Die Massierung von Türmen im Bereich des östlich anschließenden „Schloßbuck“ ist außergewöhnlich und lässt sich möglicherweise nur durch den dort befindlichen Limesdurchgang erklären. Warum dieser Durchgang nicht in der Ebene am Kastell Gunzenhausen, sondern für die Reisenden beschwerlich auf dem Bergrücken angelegt wurde, lässt sich wohl nicht klären. Die deutlichen baulichen Veränderungen an diesem Limesabschnitt sind vielleicht mit veränderten Anforderungen zu erklären.

## Truppe
Die nach Gunzenhausen abkommandierte, namentlich unbekannte Grenzschutzhundertschaft war höchstwahrscheinlich ein 100 bis 200 Mann starker Numerus (dt. „Einheit“), der wohl vom Kastell Gnotzheim oder vielleicht vom Kastell Theilenhofen abgestellt wurde. Diese Hundertschaften gehörten zu den römischen Hilfstruppen, waren aber nicht so standardisiert wie die Auxilia, welche in den Gründungstagen der Numeri bereits fester Bestandteil des römischen Heeres waren. Die Numeri entstanden am Ende des 1. Jahrhunderts, als die ersten Limesstrecken eingerichtet wurden. Der Bedarf an kleineren Einheiten zur Grenzüberwachung wuchs enorm, was auch finanzielle Folgen für das Reich hatte. So wurden junge Einheimische regional ausgehoben und mit geringerem Sold und weniger striktem Standard in neuerrichtete Standorte abkommandiert. Die Numeri wurden wie die Auxilia nach ihrer ursprünglichen ethnischen Herkunft benannt und erhielten offenbar bei der Entlassung nicht das römische Bürgerrecht. Nach Meinung des provinzialrömischen Archäologen Dietwulf Baatz (1928–2021) könnte der Gunzenhäuser Numerus dem wesentlich größeren Kastell Theilenhofen unterstanden haben.

## Vicus
Vom Lagerdorf, dem Vicus, konnten bisher keine sicheren Spuren entdeckt werden. Auch er ist vollständig überbaut.

## Funde
1953 wurde östlich der Befestigung ein Münzschatz geborgen, dessen Schlussmünze, ein Antoninian, 242 n. Chr. geprägt worden ist. Der Archäologe und Numismatiker Hans-Jörg Kellner ermittelte aus dieser Jahreszahl und einem verwandten Fund aus dem Kastell Kösching den Zeitpunkt des zweiten Alamanneneinfalls um das Jahr 242/243. Der erste, 233, hat höchstwahrscheinlich unter anderem das Kastell Pfünz und Staubing ausgelöscht. Der Köschinger Fund ließ sich auf den Sommer 241 festlegen. Damals regierte Kaiser Gordian III. (238–244). Da 242/243 auch das Regensburger Kleinkastell Großprüfening, das Kastell Künzing sowie die ausgedehnte römische Siedlung bei Pocking, Landkreis Passau, und andere Plätze überrannt worden sein müssen, geht die Forschung von einem auf breiter Front vorgetragenen Großangriff gegen den rätischen und obergermanischen Limes sowie gegen die rätische Donaugrenze aus. In Pocking barg die abschließende Brandschicht einen nur kurze Zeit im Umlauf gewesenen Antoninian von 241/243 bzw. 240. In Künzing fand sich aus dem gleichen Zeitraum ein fast stempelfrisches As. Für die Zeit des Wiederaufbaus nach diesem Ansturm steht die Bauinschrift aus dem kleinen Bad des Kastells Jagsthausen, die in den Jahren 244 bis 247 entstand.

## Limesverlauf ab dem Kastell Gunzenhausen
| ORL     | Name/Ort                               | Beschreibung/Zustand |
| ------- | -------------------------------------- | --- |
| Wp 14/1 | „An der Spitalstraße“                  | Der rund 300 Meter nördlich des Kastells Gunzenhausen gelegene Wachturm liegt wie der Limes mitten im Stadtgebiet und ist nicht sichtbar. Nachgrabungen konnten ein „Blockhaus“ – so nannte Eidam Holzwachtürme des Limes – sowie 40 Meter westlich unklare Steinturmreste ausmachen. |
| Wp 14/2 | „An der Hensoltstraße“                 | Die Turmstelle ist nicht mehr sichtbar. Die Limesmauer verlief unter der südlichen Häuserfront der Hensoltstraße, die bis dahin lediglich gemutmaßte Turmstelle wurde 1950 bei Bauarbeiten aufgedeckt. Nach Wp 14/2 steigt der Limes den 485 Meter hohen „Vorderen Schloßbuck“ in den Burgstallwald hinauf. |
| Wp 14/3 | „Am Vorderen Schloßbuck“               | Die zu Zeiten der Reichs-Limeskommission noch sichtbaren Reste des Holz- und Steinturmhügels sind heute vollständig abgetragen. Zwischen Wp 14/3 und Wp 14/4 war die Limesmauer im Verband teilweise nach Norden umgefallen und blieb daher, im Erdreich vor späterem Steinraub weitgehend geschützt, erhalten. Das erlaubte es, die Mindesthöhe der Mauer in diesem Bereich mit 2,60 Metern zu bestimmen. |
| Wp 14/4 | „Auf dem Vorderen Schloßbuck“          | Der 1980 vom Bayerischen Landesamt für Denkmalpflege nachuntersuchte, konservierte und teilrekonstruierte, mit 4,7 × 6,3 Metern ungewöhnlich große Turm stand beherrschend auf dem Bergrücken und bot eine weite Fernsicht. Der Ringwall, auf dem Wp 14/4 liegt, stammt noch aus vorgeschichtlicher Zeit und ist somit wesentlich älter als noch von der älteren Forschung vermutet. Auffällig an dieser Anlage ist auch eine Zwischenmauer, die nachträglich im Turminneren gezogen wurde. Den Verlauf der älteren Holzpalisade hat man bei der Turmrestaurierung 1980 an dieser Stelle mit Holzstämmen angedeutet. Die Größe des Turmes könnte auf seine Doppelverwendung hindeuten, die mehr Personal benötigte, denn westlich von diesem Platz hat Eidam 1887, bei den ersten Grabungen an Wp 14/4, einen Limesdurchgang festgestellt, den es sowohl zu Zeiten der Eichenholzpalisade als auch bei der späteren Steinmauer gegeben hat. 2007 wurde diese Turmstelle erneut saniert und die inzwischen morsche Eichenholzpalisade erneuert. Westlich von Wp 14/4 steht ein 1901 errichtetes Bismarckdenkmal auf dem die Inschrift verkündet er sei „aus Steinblöcken einer alamannischen Ringmauer und aus Steinen der Römermauer“ errichtet worden. Um Sichtverbindung mit Wp 14/5 zu haben, muss dieser Turm mindestens fünf Meter hoch gewesen sein. |
| Wp 14/5 | „Am Ostabhang des Vorderen Schloßbuck“ | Dieser 5,5 × 7,4 Meter große Turm wurde nur 65 Meter von Wp 14/4 entfernt errichtet und liegt am Osthang des Bergrückens. Auch bei ihm fand 1980 die Nachuntersuchung und anschließende Teilrekonstruktion mit Konservierung statt. Dabei wurde eine fehlerhafte Aufnahme des 1887 erstmals durch Eidam ergrabenen Bauwerks ins ORL festgestellt, da der Turm nachträglich und ziemlich schiefwinkelig in die bereits bestehende Limesmauer gebaut worden ist, wobei die Grenzmauer teilweise abgetragen werden musste. Westlich des Turms fand sich in der Palisade, jedoch nicht in der Steinmauer des Limes, ebenfalls ein Durchgang. Das Fundament eines kleinen, westlich gelegenen quadratischen Baus ist nicht mehr zu sehen. 2007 wurde das Turmfundament vollständig saniert. Auf der nun folgenden, rund 500 Meter langen Strecke ist die Mauer nur in geringen Resten sichtbar; erst danach tritt sie als Schuttwall wieder deutlicher hervor. 15 Meter südlich der Mauer liegt nun das Kleinkastell Hinterer Schloßbuck. Um Sichtverbindung mit Wp 14/4 zu haben, muss dieser Turm mindestens fünf Meter hoch gewesen sein. |
| KK      | Kleinkastell am Hinteren Schloßbuck    | → Hauptartikel : Kleinkastell am Hinteren Schloßbuck [ 23 ] |

## Denkmalschutz
Das Kastell Gunzenhausen und die erwähnten Anlagen sind als Abschnitt des Obergermanisch-Rätischen Limes seit 2005 Teil des UNESCO-Welterbes. Außerdem sind sie geschützt als eingetragene Bodendenkmale im Sinne des Bayerischen Denkmalschutzgesetzes (BayDSchG). Nachforschungen und gezieltes Sammeln von Funden sind erlaubnispflichtig, Zufallsfunde sind den Denkmalbehörden anzuzeigen.